# Giro del océano Índico

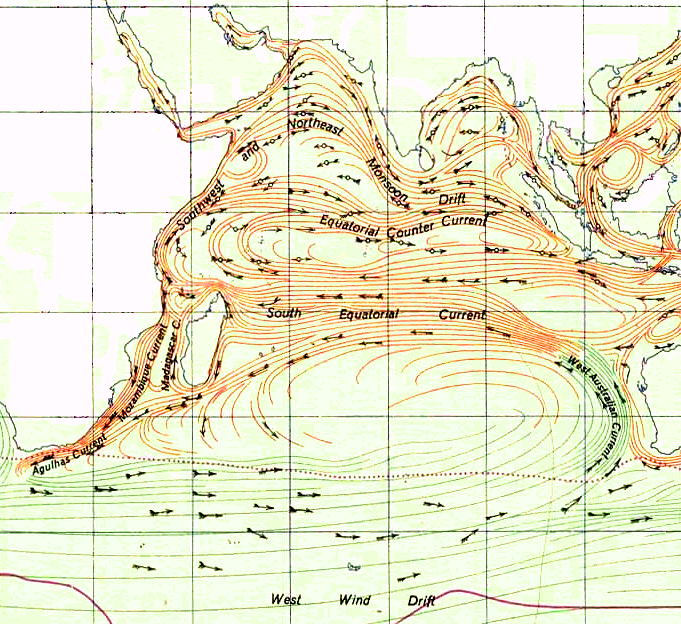
El giro del océano Índico

El giro del océano Índico o giro del Índico, ubicado en el océano Índico, es uno de los cinco giros oceánicos principales, grandes sistemas de corrientes oceánicas giratorias que juntas forman la columna vertebral de la cinta transportadora global. El giro del océano Índico está compuesto por dos corrientes principales: la corriente Ecuatorial del Sur y la corriente de Australia Occidental.
Normalmente moviéndose en sentido contrario a las agujas del reloj, en el invierno el giro del océano Índico invierte su dirección debido a los vientos estacionales del monzón del sur de Asia. En el verano, la tierra está más caliente que el océano, por lo que los vientos superficiales soplan desde el océano hacia la tierra. Sin embargo, durante el invierno, estas temperaturas se invierten, haciendo que los vientos soplen desde la tierra hacia el océano. Debido a que la mayor parte del gradiente de presión del aire se retiene detrás de la meseta tibetana, los gradientes de presión del aire sobre el océano Índico y el giro son pequeños. Esto da como resultado vientos de fuerza moderada, debido a la protección de los vientos de fuerza total que soplan desde la región de alta presión de Mongolia. Debido a estos vientos moderados y secos, la temporada del monzón de invierno en la región del océano Índico es la estación seca para la mayor parte del sur de Asia. Debido a este ciclo de vientos estacionales, las corrientes del océano Índico, que forman el giro del océano Índico, se ven directamente afectadas y provocan una inversión.

## Mancha de basura
La mancha de basura del océano Índico, descubierta en 2010, es una mancha de desechos marinos y plásticos suspendido en la columna de agua superior del Índico central, específicamente el Giro del océano Índico. El parche no aparece como un campo continuo de escombros. Al igual que con otros parches en cada uno de los cinco giros oceánicos, los plásticos se descomponen en partículas cada vez más pequeñas y en polímeros constituyentes. Al igual que con los otros parches, el campo constituye un nivel elevado de plásticos pelágicos, lodos químicos y otros desechos; principalmente partículas que son invisibles a simple vista. Se ha estimado que la concentración de desechos de partículas es de aproximadamente 10 000 partículas por kilómetro cuadrado.